# Ida C. Ward
Ida Caroline Ward (* 4. Oktober 1880 in Bradford in Nordengland; † 10. Oktober 1949 in Guildford, England) war eine britische Sprachwissenschaftlerin, die hauptsächlich afrikanische Sprachen erforschte.
Nach 16 Jahren als Lehrerin an verschiedenen Oberschulen kam sie im Jahre 1919 an die Abteilung für Phonetik des University College London. 1932 wechselte sie an die School of Oriental and African Studies, wo sie 1944 zur Professorin ernannt wurde. Als Kind des Nordens von England hatte sie ein angeborenes Gespür für phonetische Unterschiede in der englischen und den europäischen Sprachen entwickelt. Sie verfasste mehrere wissenschaftliche Bücher über Themen aus der englischen Sprache, bevor sie sich fast ausschließlich den westafrikanischen Sprachen zuwandte, so zum Beispiel dem Efik (1933), dem Igbo (1936 und 1941), dem Mende (1944) und dem Yoruba (posthum erschienen 1952).

## Werke (Auswahl)
- 1926: zusammen mit Lilias E. Armstrong: Handbook of English Intonation, B. G. Teubner Verlag, Leipzig 1926
- 1933: The phonetic and tonal structure of Efik, Cambridge, W. Heffer & Sons
- 1936: An introduction to the Ibo language, Cambridge, W. Heffer & Sons
- 1937: Practical suggestions for the learning of an African language, Africa, supplement Vol. 10, No 2, London
- 1941: Ibo dialects and the development of a common language, Cambridge, W. Heffer & Sons
- 1944: A phonetic introduction to Mende, in K. H. Crosby: An introduction to the study of Mende, Cambridge, W. Heffer & Sons
- 1952: An introduction to the Yoruba language, Cambridge, W. Heffer & Sons
- 1933: zusammen mit Diedrich Hermann Westermann: Practical Phonetics for Students of African Languages, für das International African Institute, London, Oxford University Press

## Nachruf
- 1950: Diedrich Hermann Westermann und Daryll Forde: Ida Caroline Ward, Africa, 20, pp. 1–5

| Personendaten    | Personendaten                     |
| ---------------- | --------------------------------- |
| NAME             | Ward, Ida C.                      |
| ALTERNATIVNAMEN  | Ward, Ida Caroline                |
| KURZBESCHREIBUNG | britische Sprachwissenschaftlerin |
| GEBURTSDATUM     | 4. Oktober 1880                   |
| GEBURTSORT       | Bradford, Nordengland             |
| STERBEDATUM      | 10. Oktober 1949                  |
| STERBEORT        | Guildford, England                |